# カルマパ

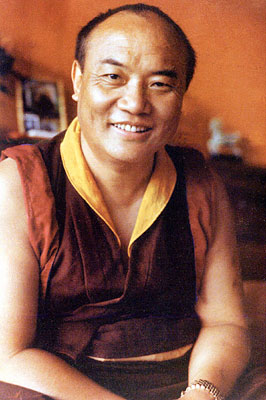
カルマパ16世、ランジュン・リクペー・ドルジェ

カルマパ（チベット語: ཀརྨ་པ་, ワイリー方式: karma pa, 英: Karmapa）は、チベット仏教の四大教派のひとつカギュ派の最大支派であるカルマ・カギュ派の教主である化身ラマの名跡である。チベット仏教全体の中でも最高位の格式を持つ僧である。正装の際に黒帽を着用することからカルマ黒帽ラマの異名を持つ。また、ギャルワ・カルマパ (（チベット語: རྒྱལ་བ་ཀརྨ་པ་, ワイリー方式: rgyal ba karma pa, 英: Gyalwa Karmapa）)とも呼ばれる。観音菩薩の化身と信じられており、初代カルマパ（トゥースム・キェンパ）はガムポパの高弟であった。
カルマパのことを、俗に「ダライ・ラマ、パンチェン・ラマに続く、チベット仏教の序列第3位である」と言われることがある。チベット仏教全体の指導者であるダライ・ラマがより高位であることは確かだが、ダライ・ラマもパンチェン・ラマもチベット仏教ゲルク派に属していてカルマパとは宗派が違うため、「序列3位」という表現は正確ではない。ただ、チベット仏教におけるカルマ・カギュ派の勢力の大きさや、カルマパ17世の亡命のニュースが世界的な話題となったことなどから、ダライ・ラマやパンチェン・ラマに次ぐ知名度を持つことは事実である。
ただし、カルマパ16世の死去後にその後継者となるカルマパ17世の認定についてカルマ・カギュ派の内部の意見が対立し、カルマパ17世が複数存在するとともに、カルマ・カギュ派はふたつに分裂するという事態が勃発した。すなわち、カルマ・カギュ派の多数派がカルマパ17世としてウゲン・ティンレー・ドルジェを選出し、ダライ・ラマ14世と中国政府の承認を得た。しかし、カルマ・カギュ派の筆頭摂政（副教主）であったシャマル・リンポチェ（カルマ赤帽ラマ）はそれを認めず、別の候補者であったティンエー・タイェ・ドルジェをカルマパ17世として即位させた。その後、ティンレー・タイェ・ドルジェは主として欧米で独自の布教活動をくりひろげていたが、2016年3月25日に彼はインドのニューデリーで女性と結婚式を挙げ、僧位を放棄することを宣言し、シャマル派は教主を失うこととなった。
なお、2001年にもシッキム出身のダワ・サングポ・ドルジェ（1977年-）がカルマパ17世を自称したが、一般には支持されなかった。
当代であるカルマパ17世ウゲン・ティンレー・ドルジェについては、カルマパ17世の項を参照。

## 歴代のカルマパ
| 代数     | 名前                           | 生没年             | 備考                                                        |
| -------- | ------------------------------ | ------------------ | ----------------------------------------------------------- |
| 1世      | トゥースム・キェンパ           | 1110年 - 1193年    | ガムポパの高弟。カルマ派の派祖                              |
| 2世      | カルマ・パクシ                 | 1204/06年 - 1283年 |                                                             |
| 3世      | ランジュン・ドルジェ           | 1284年 - 1339年    | 化身ラマ制度の開始                                          |
| 4世      | ルルペー・ドルジェ             | 1340年 - 1383年    |                                                             |
| 5世      | テシン・シェクパ               | 1384年 - 1415年    |                                                             |
| 6世      | トンワ・トゥンデン             | 1416年 - 1453年    |                                                             |
| 7世      | チュータク・ギャムツォ         | 1454年 - 1505年    |                                                             |
| 8世      | ミキュー・ドルジェ             | 1507年 - 1554年    |                                                             |
| 9世      | ワンチュク・ドルジェ           | 1555/56年 - 1603年 |                                                             |
| 10世     | チューイン・ドルジェ           | 1604年 - 1674年    |                                                             |
| 11世     | イェシェー・ドルジェ           | 1676年 - 1702年    |                                                             |
| 12世     | チャンチュプ・ドルジェ         | 1703年 - 1732年    |                                                             |
| 13世     | ドゥートゥル・ドルジェ         | 1733年 - 1797年    |                                                             |
| 14世     | テクチョク・ドルジェ           | 1798年 - 1868年    |                                                             |
| 15世     | カキャプ・ドルジェ             | 1871年 - 1922年    |                                                             |
| 16世     | ランジュン・リクペー・ドルジェ | 1923/24年 - 1981年 |                                                             |
| 17世     | ウゲン・ティンレー・ドルジェ   | 1985年 - 現在      | 多数派の推戴。ダライ・ラマ14世認定                          |
| 対立17世 | ティンレー・タイェ・ドルジェ   | 1983年 - 2017年    | 少数派（シャマル派）の推戴。2017年3月、結婚により僧位を放棄 |